# An Čching-sü
An Čching-sü (čínsky pchin-jinem Ān Qìngxù, znaky tradiční 安慶緒, † 10. dubna 759) byl syn An Lu-šana, tchangského generála sogdsko-turkického původu. Sloužil v otcově armádě, od roku 755, kdy se An Lu-šan vzbouřil proti tchangskému státu v povstání An Lu-šana, působil jako generál povstaleckých vojsk. Roku 757 se z obavy o své postavení spojil s An Lu-šanovými důvěrníky proti němu, účastnil se otcovy vraždy a převzal vládu nad povstaleckým státem Jen. Nebyl úspěšným vojevůdcem jako jeho otec a po dvou letech vlády byl zabit Š’ S’-mingem, jedním ze svých generálů. Š’ S’-ming se poté stal novým jenským císařem.

## Jméno
An Čching-sü se původně jmenoval An Žen-č’ (čínsky pchin-jinem Ān Rénzhí, znaky tradiční 安仁執), změnou jména ho (stejně jako další An Lu-šanovy syny) vyznamenal tchangský císař Süan-cung.

## Původ, služba v tchangské armádě, An Lu-šanův generál a následník
An Čching-sü byl druhým synem An Lu-šana, generála čínské říše Tchang, jeho matkou byla paní Kchang, An Lu-šanova první žena sogdského původu. Od mládí sloužil ve vojsku pod velením svého otce, tchangskými historiky je zmiňován od počátku 50. let. An Čching-sü byl dobrý bojovník a výtečný jezdec a střelec, ale nevynikal vůdčími schopnostmi.
Na počátku povstání An Lu-šana proti vládě říše Tchang paní Kchang a An Lu-šanův nejstarší syn An Čching-cung, pobývali v tchangském hlavním městě Čchang-anu a poté, co do města přišla zpráva o povstání, byli tchangskými úřady popraveni. An Čching-sü zatím doprovázel svého otce, a když se ten začátkem roku 756 v dobytém Luo-jangu prohlásil císařem říše Velká Jen, jmenoval An Čching-süa knížetem z Ťin, přičemž An Čching-sü zaujal postavení císařova následníka a působil jako generál jenských vojsk.

Červenec 756 – listopad 757: Povstalci dobývají Čchang-an, Tchangové ustupují na jiho- a severozápad. Neúspěšné tchangské pokusy o znovudobytí Čchang-anu, neúspěchy povstalců při snaze o postup na jih a východ. Povstání Li Lina na jihu.

V první polovině roku 756 povstalci bojovali s tchangskými silami se střídavými úspěchy, přičemž tchangské oddíly znovuobsadily velkou část Che-peje a odřízly tak An Lu-šanovu armádu v Luo-jangu od povstaleckých základen na severu Che-peje. V červenci 756 však v bitvě u Ling-pao západně od Luo-jangu An Lu-šan rozdrtil hlavní tchangskou armádu vedenou Ke-šu Chanem a obsadil nechráněný Čchang-an, zatímco tchangský císař Süan-cung prchl do S’-čchuanu a Süan-cungův syn a následník Su-cung se prohlásil císařem na západě v Ling-wu.
An Lu-šanovo zdraví nebylo roku 756 dobré a začátkem roku 757 se ještě zhoršilo. Trpěl svou tloušťkou, kvůli které stěží mohl chodit, kožními vyrážkami, takřka oslepl. Na nemoc reagoval násilnickým a vznětlivým chováním, trestal a popravoval podřízené za nepatrné přestupky. Jeho nejbližší důvěrníci, kteří trpěli jeho náladami, generál Jen Čuang a eunuch Li Ču-er, se proto spojili s An Čching-süem a rozhodli se An Lu-šana zavraždit. An Čching-sü se totiž ve svém postavení následníka necítil jistý, protože An Lu-šan jmenoval císařovnou svou oblíbenou (čínskou) manželku paní Tuan a An Čching-sü čekal, že ztratí své postavení ve prospěch jejího syna An Čching-ena. Dne 29. ledna 757 tak Jen Čuang a An Čching-sü hlídali dveře An Lu-šanova pokoje v paláci v Luo-jangu, zatímco Li Ču-er vnikl dovnitř místnosti a slepého císaře zabil.

## Císař
Na trůn říše Jen poté nastoupil An Čching-sü. Bývalé An Lušanovo okolí v Luo-jangu nového panovníka podpořilo, ale generálové An Lu-šanovy generace velící posádkám v Che-peji, včetně Š’ S’-minga, se ke svému novému císaři stavěli chladně. An Čching-sü nevynikal vůdčími schopnostmi, jeho vládu proto řídil Jen Čuang. Su-cung a jeho dvůr se zatím soustředil na znovudobytí Čchang-anu. Tchangské pokusy o útok v čchanganské oblasti na podzim 756 a na jaře 757 ale skončily neúspěchem a velkými ztrátami. Rebelové sice odrazili tchangská vojska, nerozšířili však významně své území a jejich pokusy o obsazení jižní Číny ztroskotaly na úspěšné obraně tchangských loajalistů v Jing-čchuanu ve středním Che-nanu, Suej-jangu na Velkém kanálu (s přestávkami obléhaném povstalci od února do konce listopadu 757, kdy jej nakrátko získali), Nan-jangu na přístupech k řece Chan a Siang-jangu na řece Chan.

Listopad 757 – duben 759: Tchangové dobývají Čchang-an a Luo-jang (757), povstalci An Čching-süa obleženi v jižním Che-peji (758), povstalci v severním Che-peji (Š’ S’-ming) přecházejí na tchangskou stranu. Na jaře 759 úspěšný útok Š’ S’-minga proti Tchangům i An Čching-süovi.

Na podzim 757 na pomoc Su-cungovi poslali něco přes čtyři tisíce jezdců Ujgurové. Ujgury posílená tchangská armáda v čele s generálem Kuo C’-im v říjnu 757 vytáhla na Čchang-an, 13. listopadu v bitvě u chrámu Siang-ťi (deset mil jižně od města) porazila rebely, a následující den Čchang-an obsadila. Tchangská ofenzíva pokračovala postupem na východ, vítězstvím v další bitvě (mezi průsmykem Tchung a Šan-čou) 30. listopadu a obsazením Luo-jangu 3. prosince 757. Bez podpory Š’ S’-mingových oddílů ze severního Che-peje byl An Čching-sü nucen ustoupit do Siang-čou (dnešní An-jang na severu Che-nanu). Pod dojmem z tchangských úspěchů a jenských porážek Jen Čuang přešel na tchangskou stranu a stejný krok zvolil i Š’ S’-ming velící jenskému vojsku ve Fan-jangu na severu Che-peje, potvrzený tchangskou vládou v držení právě ovládaného území. Tchangská vláda neměla prostředky na další ofenzivu, zastavila postup svých armád a soustředila se na obnovu hlavních měst. An Čching-sü proto mohl zkonsolidovat své síly v jižním Che-peji. Pod vlivem lživého obvinění popravil svého schopného generála Cchaj Si-teho a vrchním velitelem vojsk jmenoval neoblíbeného Cchuej Čchien-joua, později nahrazeného Sogdijcem An Tchaj-čchingem.
Další tchangská ofenzíva začala v listopadu 758. Dvě stě tisíc vládních vojáků, doplněných ujgurským jízdním sborem, však bylo rozděleno pod velení devíti ťie-tu-š’, které koordinoval eunuch Jü Čchao-en. Tchangská vojska porazila An Čching-süa v bitvě a oblehla ho v jeho sídle v Siang-čou. Obléhání trvalo celou zimu, na jaře si však tchangská strana – zřejmě vinou generála Li Kuang-piho – opět znepřátelila Š’ S’-minga, který přišel na pomoc obleženým. Š’ S’-mingova armáda, která byla údajně více než desetkrát slabší než spojená tchangská armáda, se 7. dubna setkala se spojeným tchangským vojskem, ve zmatku vyvolaném prašnou bouří se však armády rozpadly a po obnovení pořádku se tchangští vojevůdci – nedůvěřující si navzájem a jednotlivě nedostatečně silní proti rebelům – stáhli. Š’ S’-ming poté zavraždil An Čching-süa i s jeho nejvěrnějšími stoupenci a sám se prohlásil císařem státu Velká Jen.